# Mercado Municipal de Campinas
O Mercado Municipal de Campinas está localizado no Centro de Campinas, no interior do estado de São Paulo, no Brasil. 

## História
Em 1906 José Paulino Nogueira Ferraz vence concorrência para a construção de um Mercado em Campinas. Naquele ano,  José Paulino transfere os direitos para Luiz Nogueira que oficializou um contrato com a Câmara Municipal para a construção de um Mercado na Praça Correia de Mello. A pedra fundamental da construção do Mercado  foi lançada em 1907 e; sua inauguraçãodeu-se em 12 de abril de 1908. A família Nogueira pode explorar as instalações durante 20 anos, passado este tempo, em 1926 o prédio foi revertido para o patrimônio municipal., passando a se chamar Mercado Municipal de Campinas  O projeto do mercado foi realizado pelo Escriptorio Thecnico de Architectura Ramos de Azevedo; foi executado pelos empreiteiros "Irmãos Mazzini", sendo o arquiteto Augusto Fried designado por Ramos para a fiscalização das obras e foi inaugurado em 12 abril de 1908, na gestão do prefeito Orosimbo Maia. Com influência da arquitetura mourisca, o mercado possui um jogo de telhados sobrepostos que permite iluminação e ventilação naturais. Em 1925,  a estação ferroviária "Carlos Botelho" da Companhia Férreo Carril Funilense instalada na lateral do Mercado deixou de funcionar no local. passando a funcionar na Estação Bonfim da Estrada de Ferro Sorocabana., que assumiu a antiga ferrovia.oi inaugurado em 12 de abril de 1908.
Sua área total é de 7 720 metros quadrados, sendo 3 110 metros quadrados de área construída, mais estacionamento e 153 boxes para venda dos mais diversos produtos.
Foi tombado pelo Conselho de Defesa do Patrimônio Cultural de Campinas (Condepacc) como patrimônio histórico e cultural da cidade de Campinas em 24 de novembro de 1982.
Hoje, este centro de compras é uma das áreas mais visitadas de Campinas, situada no centro da cidade e rodeada de estabelecimentos comerciais diversos, entre as ruas Benjamin Constant e Senador Saraiva, além da proximidade da Avenida Francisco Glicério. Em seus boxes e barracas encontra-se todo tipo de mercadoria utilizada por chefs de cozinha, como temperos, azeites, queijos, frutas, legumes, verduras, carnes, peixes e pimentas. Ao longo dos quase 110 anos de existência, o Mercadão de Campinas tem mantido a qualidade e a variedade de seus produtos, acompanhando a tendência gastronômica brasileira.

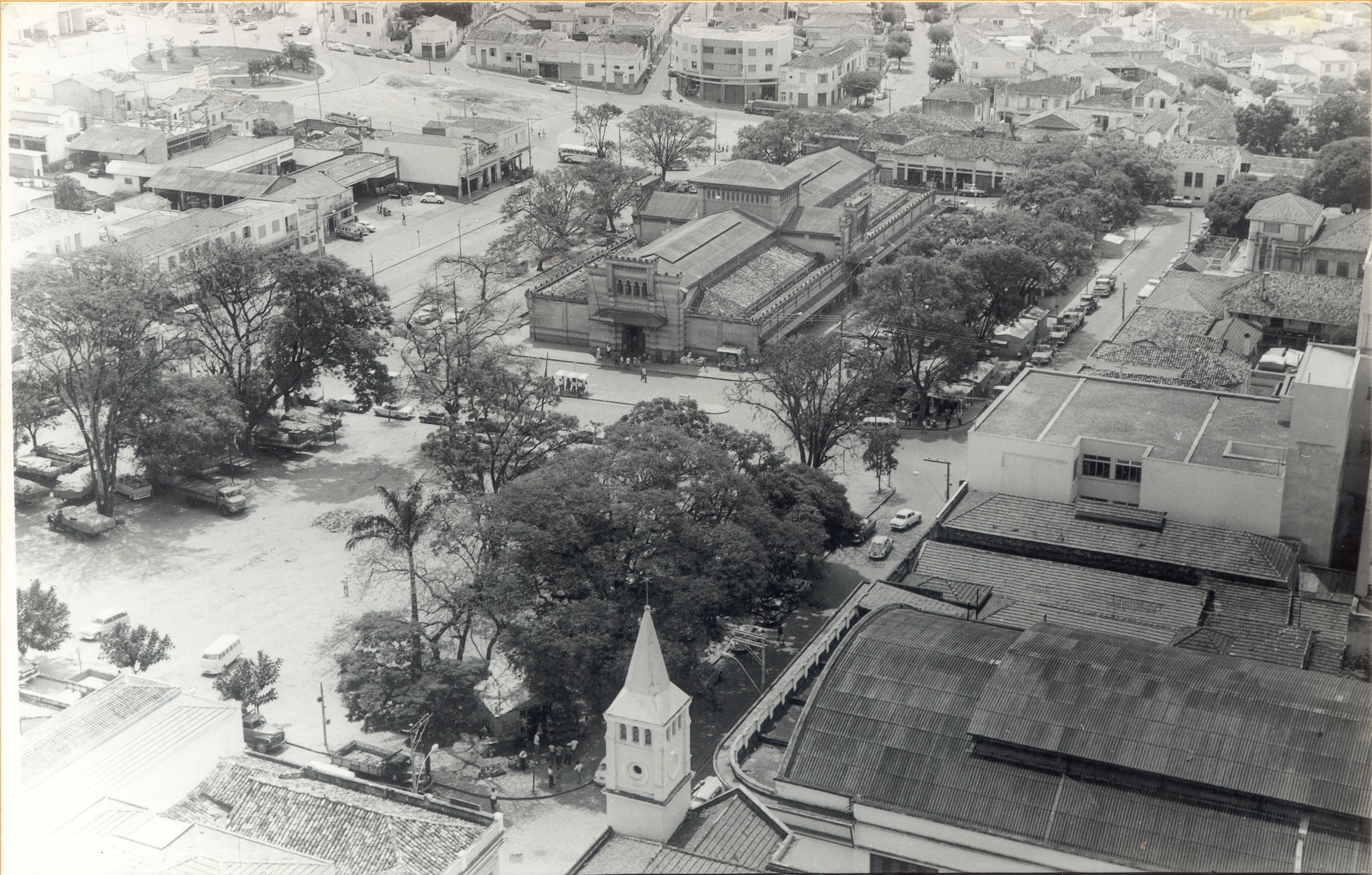
Vista aérea do Mercado Municipal (1960)